# بيير بيسون
بيير بيسون (بالألمانية: Pierre Besson ) (و. 1967 – م) هو ممثل، وممثل مسرحي، وممثل أفلام من ألمانيا . ولد في برلين الشرقية.

## روابط خارجية
- بيير بيسون على موقع IMDb (الإنجليزية)
- بيير بيسون على موقع ألو سيني (الفرنسية)
- بيير بيسون على موقع أول موفي (الإنجليزية)
- بيير بيسون على موقع قاعدة بيانات الأفلام السويدية (السويدية)
- بيير بيسون على موقع قاعدة بيانات الفيلم (الإنجليزية)
- بيير بيسون على موقع كينوبويسك (الروسية)